# Verbandsgemeinde Rockenhausen
La comunità amministrativa di Rockenhausen (Verbandsgemeinde Rockenhausen) era una comunità amministrativa della Renania-Palatinato, in Germania.
Faceva parte del circondario del Donnersberg.
A partire dal 1º gennaio 2020 è stata unita alla comunità amministrativa Alsenz-Obermoschel per costituire la nuova comunità amministrativa Nordpfälzer Land.

## Suddivisione
Comprendeva 20 comuni:
1. Bayerfeld-Steckweiler
2. Bisterschied
3. Dielkirchen
4. Dörrmoschel
5. Gehrweiler
6. Gerbach
7. Gundersweiler
8. Imsweiler
9. Katzenbach
10. Ransweiler
11. Rathskirchen
12. Reichsthal
13. Rockenhausen (città)
14. Ruppertsecken
15. Sankt Alban
16. Schönborn
17. Seelen
18. Stahlberg
19. Teschenmoschel
20. Würzweiler

Il capoluogo era Rockenhausen.